# 營西里
營西里位於臺灣臺南市西港區，是因後營聚落人多而分割而成的里:590:77。2018年1月29日調整跟西港里之間的里界。

## 沿革
該里在日治時期屬於西港庄大字後營，二次大戰後將後營聚落分成營西村與後營村，兩者合稱「後營二村」:590:77。2010年12月25日，因臺南縣市合併升格，改為營西里。2018年1月29日，調整了與西港里之間的里界。

## 聚落與地名
營西里境內主要的聚落有為後營（西半部），另外過去還有打鐵、那菝宅等舊地名:590:77。打鐵在營西里南部，過去糖鐵鐵路西邊約100公尺處，據說是因過去有打鐵舖而得名:590:77。該聚落在日治時期還存在，現已散庄:590:77。那菝宅在營西、後營、港東三里交會處，後營永安宮附近，據說因過去種滿那菝而得名:590:77。

## 教育
境內設有後營國小，是西港區歷史最悠久的學校:590。

## 宗教信仰
里內有後營慈鳳宮、後營永安宮等廟宇，另外以位在後營里的後營普護宮為信仰中心:77。而在後營國小西邊有一間福德正神廟，據說是過去後營跟荔枝林庄鬥風水而興建:80。荔枝林庄位在後營東南，和後營關係不好:80。後來荔枝林在聚落北邊開了一條正對著後營的大溝，要敗後營的風水，後營人乃向普護宮保生大帝請示，而蓋了這間朝向荔枝林的福德正神廟:80。之後荔枝林敗下陣來，居民四散:80。